# قرار مجلس الأمن التابع للأمم المتحدة رقم 1517
قرار مجلس الأمن التابع للأمم المتحدة رقم 1517، المتخذ بالإجماع في 24 تشرين الثاني / نوفمبر 2003، بعد إعادة التأكيد على جميع القرارات المتعلقة بالحالة في قبرص، ولا سيما القرار 1251 (1999)، ومدد المجلس ولاية قوة الأمم المتحدة لحفظ السلام في قبرص ستة أشهر إضافية حتى 15 يونيو 2004.
وأشار مجلس الأمن إلى النداء الوارد في تقرير الأمين العام كوفي عنان للسلطات في قبرص وشمال قبرص للتصدي بشكل عاجل للوضع الإنساني المتعلق بالمفقودين. كما رحب بالجهود المبذولة لتوعية أفراد حفظ السلام التابعين للأمم المتحدة بالوقاية من فيروس نقص المناعة البشرية / الإيدز والأمراض الأخرى ومكافحتها.
وبتمديد ولاية قوة الأمم المتحدة لحفظ السلام في قبرص، طلب القرار من الأمين العام أن يقدم تقريراً إلى المجلس بحلول 1 حزيران / يونيو 2004 بشأن تنفيذ القرار الحالي. وأعرب عن قلقه إزاء الانتهاكات التي ارتكبها الجانب القبرصي التركي في ستروفيليا، ودعا إلى إنهاء القيود المفروضة في 30 حزيران / يونيو 2000 على عمليات قوة الأمم المتحدة لحفظ السلام في قبرص وإعادة الوضع العسكري إلى ما كان عليه.

## روابط خارجية
- نص القرار في undocs.org